# Saint-Julien-en-Born
Saint-Julien-en-Born (okzitanisch Sent Julian de Bòrn) ist eine französische Gemeinde mit 1738 Einwohnern (Stand 1. Januar 2022) im Arrondissement Dax, im Département Landes und in der Region Nouvelle-Aquitaine. Es besteht aus dem Hauptort Saint-Julien-en-Born und dem am Meer gelegenen Seebad Contis-Plage.  Der Ort ist insbesondere durch Tourismus geprägt.
Der Hauptort Saint-Julien-en-Born liegt einige Kilometer landeinwärts von der Côte d’Argent im Pays de Born. Erste Erwähnungen des Ortes datieren auf 1274.
Im Seebad Contis befindet sich ein Leuchtturm, der bestiegen werden kann und einen guten Ausblick auf die Region bietet. Im Hauptort kann man auch die Église Saint-Julien besichtigen. Contis ist an das Netz des Küstenradwegs zwischen Léon und Mimizan angeschlossen. Von hier gibt es auch eine Stichstrecke nach Saint-Julien-en-Born. Außerdem liegt die Gemeinde an einer der vier Routen des Jakobswegs durch Frankreich.
Saint-Julien-en-Born liegt an der Route Départementale D652. Über die Route Départementale D167 ist es mit Contis-Plage verbunden.

## Bevölkerungsentwicklung
| Jahr                       | 1962 | 1968 | 1975 | 1982 | 1990 | 1999 | 2006 | 2013 | 2021 |
| Einwohner                  | 1245 | 1232 | 1217 | 1187 | 1285 | 1316 | 1402 | 1567 | 1689 |
| Quellen: Cassini und INSEE |      |      |      |      |      |      |      |      |      |

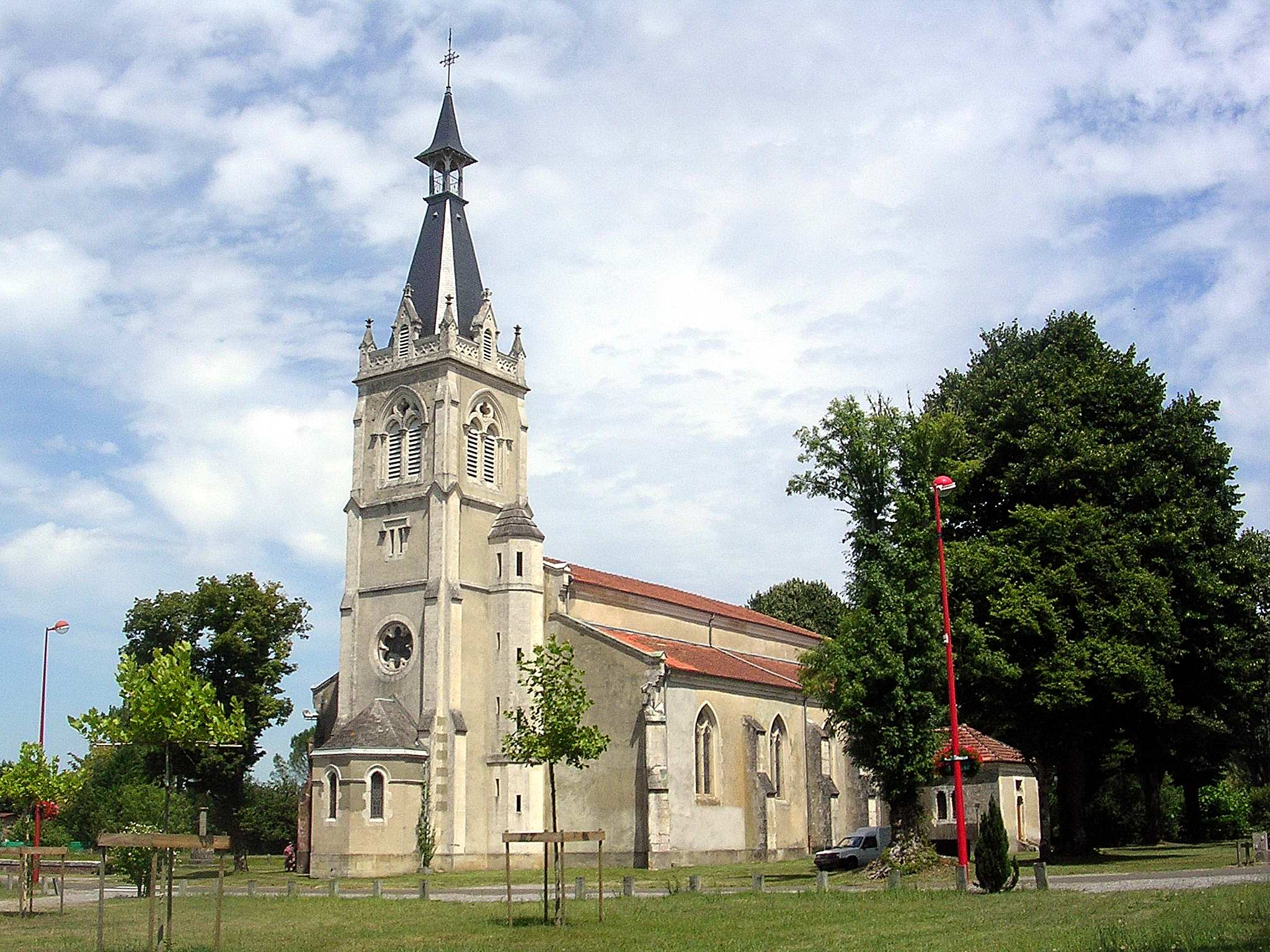
Kirche Saint-Julien
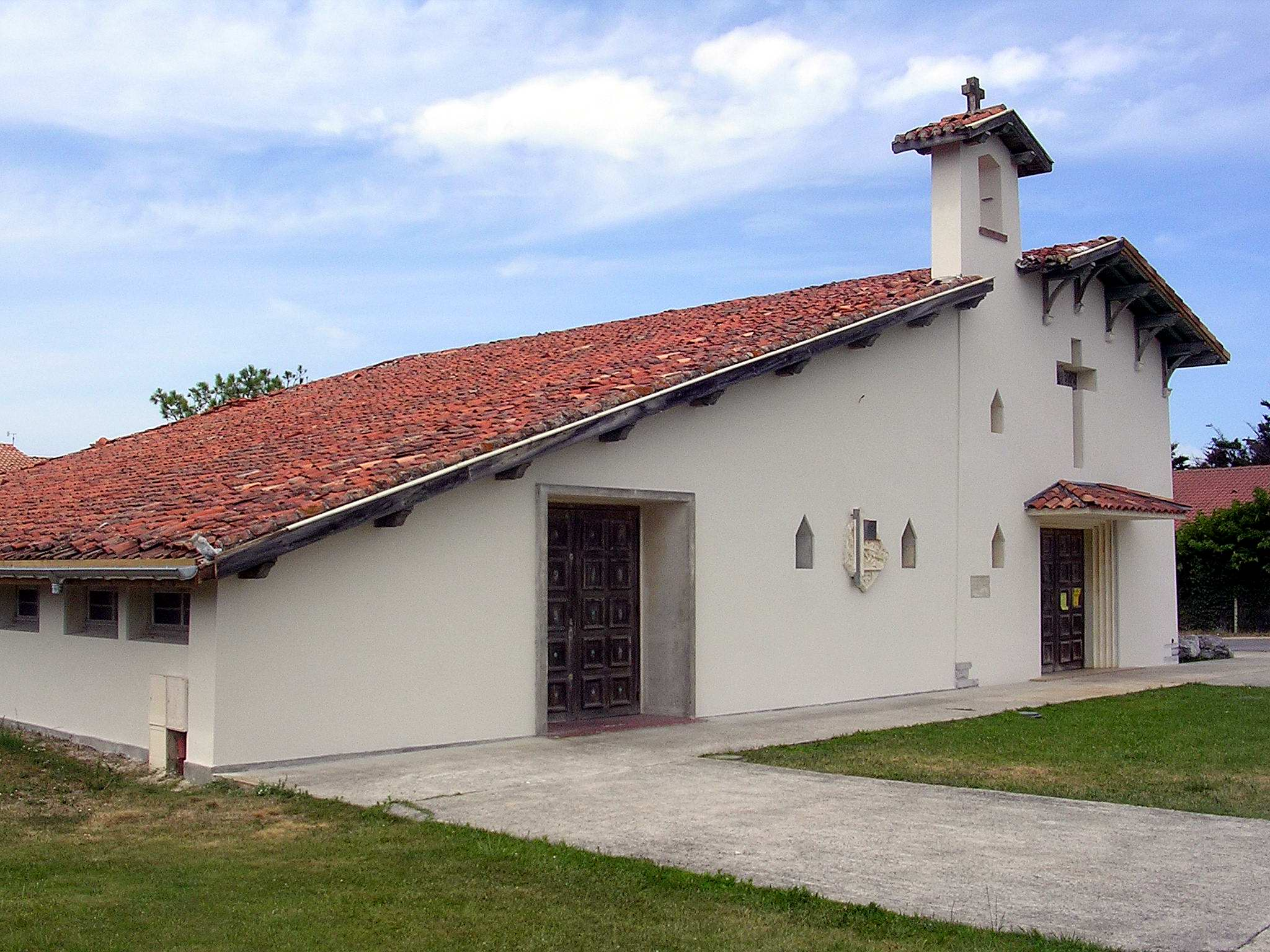
Kapelle im Ortsteil Contis
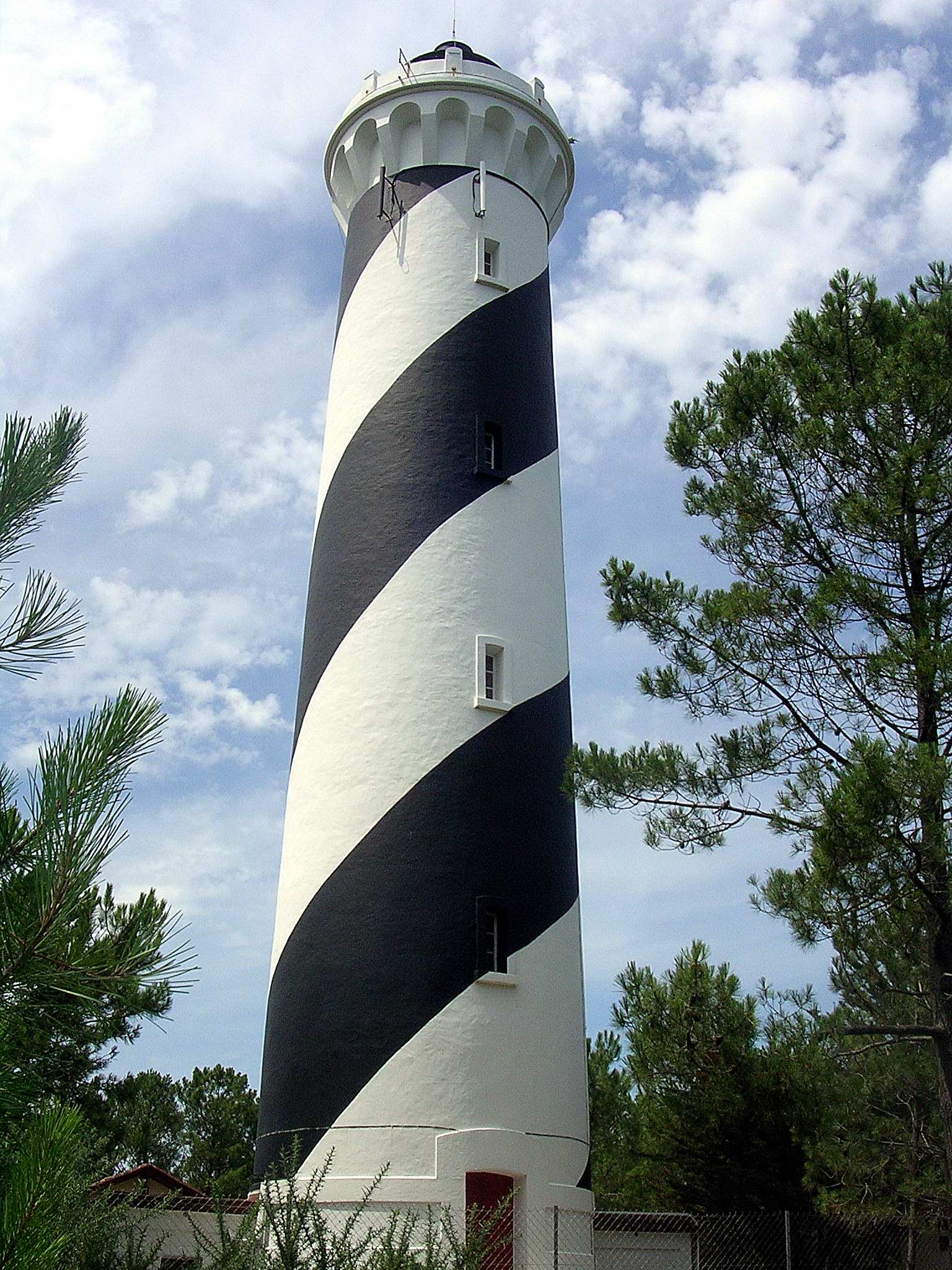
Leuchtturm Contis